# Sint-Jacobus de Meerderekerk (Roosteren)
De Sint-Jacobus de Meerderekerk is de parochiekerk van Roosteren. Ze bevindt zich aan Maasheuvel 6. Het kerkgebouw is een rijksmonument.
Op ongeveer 75 meter naar het oosten staat de Sint-Antoniuskapel. Op de plaats waar de voorganger van de kerk stond in Oud-Roosteren werd later de Kerkhofkapel gebouwd.

## Geschiedenis
Reeds in de 13e eeuw was er een kerk, in de huidige buurtschap Oud-Roosteren. Deze werd in 1843 vervangen door een waterstaatskerk, ontworpen door architect Jean Dumoulin. Ze stond meer naar het westen, in de toenmalige buurtschap Scheiereynde, waaromheen zich een nieuw dorpscentrum ontwikkelde. Het kerkhof van de voormalige kerk bleef bewaard.
In oktober 1944 liep de kerk oorlogsschade op, die in 1946 hersteld werd.

## Gebouw
De huidige kerk is een driebeukige kerk in neoclassicistische stijl, met een ingebouwde westtoren. Deze heeft een achtkante, ingesnoerde spits. In de toren hangt een klok uit 1529, gegoten door Joris Sulris. Ook is er een kleinere klok uit 1478, gegoten door J. van Venrade.

### Interieur
Het middenschip is voorzien van een tongewelf. Het kerkmeubilair omvat een hardstenen doopvont uit ongeveer 1200, twee 18e-eeuwse herenbanken en een biechtstoel uit 1758.
Het orgel, uit 1857, is gebouwd door M. van Dinter en L. Vermeulen.